# Київські Кепіталс
«Кепіталс» — клуб з американського футболу з міста  Київ. Чотириразовий чемпіон України. 
2018 року три київські команди «Бандити», «Бульдоги» і «Ребелс»  ухвалили рішення об'єднатися в одну велику організацію, яка отримала назву «Київські Кепіталс».

## Історія

### 2018
Перед сезоном 2018 року, одразу три київські команди прийняли рішення об'єднатися в одну велику організацію, яка отримала назву - «Київські Кепіталс».
Основний кістяк команди склали багаторазові медалісти і чемпіони України з американського футболу - «Київські Бандити», а також бронзові призери  чемпіонату України–УЛАФ-2017 - «Київські Бульдоги». З анонсу в соціальних мережах стало відомо, що крім «Бандитів» і «Бульдогів», в новий клуб також увійшла молода київська команда - «Ребелс».
Отже «Кепіталс» успадкували всі титули «Бандитів» і «Бульдогів»[джерело?].
Свій перший офіційний матч новоспечений київський клуб провів 7 квітня 2018 року у Мінську, проти бронзових медалістів чемпіонату Росії - Московських Спартанців
Не дивно що під егідою не менше досвідченого тренерського штабу, вже в першому ігровому 2018 року, «Київські Кепіталс» одразу голосно заявили про себе на міжнародному турнірі «КМК» (Кубок Монте Кларка) зупинившись в одному кроці від заповітного золота. Витримуючи напруження і інтригу до останнього свистка фінального матча.Без сумніви ставши сенсацією в футбольному середовищі.[джерело не вказане 1532 дні]

### 2019
Амбіціі «Кепіталс» підкріплені
Ретельністю і потім, дозволяють команді не тільки заявиться одночасно в два престижних турніру «Український супер кубок» і  HFL (Угорська Футбольна Ліга), але і в обох стати призерами, завоювавши в Україні «Золото», а в Угорщині стати віце-чемпіонами.[джерело не вказане 1532 дні]

### 2020
«Кепіталс» продовжують писати свою історію. Борьба за «Український супер кубок» і
участь в угорській  HFL з твердим наміром знову поборотися за чемпіонство і закінчити розпочате. І вдруге поспіль виграє чемпіонат України–УЛАФ.[джерело не вказане 1532 дні]

## Досягнення
- Чемпіонат України (Суперліга 11×11)
  -  Чемпіон (4): 2013, 2014[джерело?], 2019, 2020
  -  Срібний призер (4): 2012, 2015, 2016, 2017[джерело?]
  -  Бронзовий призер (1): 2017[джерело?]